# ييغور ييفدوكيموف
ييغور ييفدوكيموف (الروسية: Евдокимов, Егор Викторович) مواليد 9 مارس 1982 في تشيليابنسك، هو لاعب كرة يد روسي يلعب كمحور. يلعب حاليا مع نادي موتو زاباروجي لكرة اليد ويحمل الرقم 8. مثل منتخب روسيا لكرة اليد. شارك في دورة الألعاب الأولمبية الصيفية سنة 2008.

## سجل المنافسة
شارك في البطولات التالية:
- بطولة العالم لكرة اليد للرجال 2015
- بطولة أوروبا لكرة اليد للرجال 2014

## روابط خارجية
- ييغور ييفدوكيموف على موقع الاتحاد الأوروبي لكرة اليد (الإنجليزية)
- ييغور ييفدوكيموف على موقع أوليمبيديا (الإنجليزية)